# Achter Tag
Achter Tag ist das vierte Album des deutschen Hip-Hop-Duos Genetikk. Es erschien am 8. Mai 2015 über das deutsche Hip-Hop-Label Selfmade Records.

## Hintergrund
Nachdem das aus Sikk und Karuzo bestehende Duo Genetikk durch die Veröffentlichung des Albums D.N.A. 2013 ihre ersten kommerziellen Erfolge feiern konnte, vergrößerten sie die Gruppe um fünf weitere Mitglieder, die sich um alle Aufgabenbereiche der Marke Genetikk kümmern. So sind etwa Hell und Rokey für die visuellen Aspekte wie Artworks, Pressefotos sowie die Bekleidungsmarke HIKIDS verantwortlich. Rizmo fungiert als Manager und Tour-DJ. Darüber hinaus gehören Chiko und Mojo zur Gruppe. Als Treffpunkt zur Zusammenarbeit gründeten sie das Studio Factory in Saarbrücken. Dieses ist namentlich an das Atelier The Factory des Pop-Art-Künstlers Andy Warhol angelehnt.
Der Großteil der Arbeit an Achter Tag erfolgte in der Factory. Für die eigentlichen Aufnahmen fanden Studios in Berlin und Amsterdam Verwendung. Anfang Februar 2015 kündigte Selfmade Records die Veröffentlichung des Albums an. Dabei sei die Devise, laut Geschäftsführer Elvir Omerbegovic, „den ‚D.N.A.‘-Sound inhaltlich wie musikalisch weiterzuentwickeln.“ Mitte Februar erfolgte die Bekanntgabe des Album-Titels Achter Tag. Zudem wurde der 24. April 2015 als Veröffentlichungstermin festgelegt. Dieser wurde später auf den 8. Mai 2015 verschoben.

## Titelliste
| Nr.          | Titel                          | Produzent    | Länge |
| ------------ | ------------------------------ | ------------ | ----- |
| 1.           | Achter Tag                     | Sikk         | 1:43  |
| 2.           | Rap Superstar                  | Sikk         | 3:54  |
| 3.           | Überüberstyle                  | Sikk         | 2:57  |
| 4.           | Einer von den Guten            | Sikk         | 3:11  |
| 5.           | Dago                           | Sikk         | 3:19  |
| 6.           | Wünsch dir was                 | Sikk         | 4:17  |
| 7.           | 22MMM (Prelude)                | Sikk         | 1:08  |
| 8.           | 22MMM                          | Sikk         | 3:14  |
| 9.           | Caput Mundis                   | Sikk         | 4:29  |
| 10.          | Mal es in die Wolken           | Sikk         | 3:10  |
| 11.          | Mein Kung Fu                   | Sikk         | 3:38  |
| 12.          | Die Welt heilt                 | Sikk         | 3:07  |
| 13.          | Don’t Legalize (feat. Sido)    | Sikk         | 3:32  |
| 14.          | Jungs ausm Barrio (feat. SSIO) | Sikk         | 4:03  |
| 15.          | Sterne (feat. Max Herre)       | Sikk         | 4:08  |
| 16.          | Outta This World               | Sikk         | 3:06  |
| Gesamtlänge: | Gesamtlänge:                   | Gesamtlänge: | 52:32 |

## Vermarktung
Anfang März 2015 erschien mit dem Split-Video zu den Songs Achter Tag und Dago die erste visuelle Umsetzung zum Album. Dieses war unter der Regie von Markus und Michael Weicker von The Factory entstanden. Einen Monat später folgte die Veröffentlichung des Videos Wünsch dir was. Für dieses war Joern Heitmann als Regisseur verantwortlich. Als drittes Video folgte unter der Regie von Oliver Würffell Caput Mundis. Neben den Video-Veröffentlichungen erschien das Stück Jungs ausm Barrio, das in Zusammenarbeit mit SSIO entstanden war, kostenlos über das Videoportal YouTube. Des Weiteren wurde Anfang Mai ein Snippet veröffentlicht, in dem die Stücke des Albums ausschnittsweise vorgestellt werden. Am 18. Mai präsentierte Genetikk das Stück Wünsch dir was in der Late-Night-Show Circus HalliGalli.

## Rezeption

### Erfolg
Achter Tag stieg auf Platz 1 der deutschen Album-Charts ein. Damit ist es nach D.N.A. das zweite Album des Duos, das die Höchstplatzierung in Deutschland erreichen konnte. Zudem ist es für die Firma Selfmade Records das sechste Nummer-eins-Album in Folge. In der ersten Verkaufswoche konnten laut Angabe von Elvir Omerbegovic, President of Rap Selfmade Records und Universal Music Deutschland, 60.000 Einheiten von Achter Tag abgesetzt werden. Damit konnten die Verkäufe der ersten Woche im Vergleich zum vorherigen Album verdoppelt werden. In Österreich und der Schweiz konnte Achter Tag ebenfalls Position 1 der Album-Charts belegen.
Die Single Wünsch dir was positionierte sich auf Rang 37 der deutschen Charts. In Österreich erreichte das Stück Platz 53 der Single-Charts.

### Kritik
Die E-Zine Laut.de bewertete Achter Tag mit drei von möglichen fünf Punkten. Laut der Redakteurin Dani Fromm dürfe der Veröffentlichung „eher keine allzu lange Halbwertszeit beschieden sein.“ Karuzo rappe zwar „selbst mit durchgedrücktem Gaspedal trittsicher“, klinge aufgrund der „mangelnde[n] Abwechslung in seiner Darbietung“ jedoch auf Albumlänge „verdammt eintönig.“ Inhaltlich wechsele Karuzo „übergangslos von grandioser Überheblichkeit zu harmonieseliger Nächstenliebe.“ Auch die Gastbeiträge von Sido und Max Herre werden negativ kritisiert. Dagegen werden die zahlreichen Elemente der Produktionen von Sikk wie „Boom-Bap, rollende Snares über mächtige Bässe, von leichter Hand eingestreute elektronische Akzente, dunkle Streicher-Klavier-Melancholie, Kirmesorgel, Klingeling zwischen flüchtigen Saitenspielereien, scheppernde Gitarren, packende Grooves, Scratches [und] Filmschnipsel“ lobend hervorgehoben. Das Stück Don’t Legalize wirke „im Albumkontext“ fehl am Platz. Mit Outta This World findet das Album „ein[en] ruhige[n], stimmungsvolle[n] Ausklang.“
Das Online-Magazin MZEE.com kritisiert das liegengelassene, große Potential des Duos. Vor allem „durch fehlende Thementiefe und ein unausgegorenes Kräfteverhältnis von Rapper und Produzent“ stagniere das Release im Gegensatz zu seinem Vorgänger. Damit geht das Magazin vor allem auf „die Luft nach oben“ ein, die der Rapper Karuzo laut dem Redakteur Sven Aumiller noch habe.

### Bewertungen anderer Künstler
Nach Veröffentlichung des Videos zum Stück Wünsch dir was, für das das Duo einen Kinderchor aus dem gleichnamigen Lied der Gruppe Die Toten Hosen gesamplet hatte, reagierte die Punkrock-Band positiv. So haben sie sich darüber gefreut, 22 Jahre nach Veröffentlichung von Wünsch dir was eine „Adaption davon im Hier und Jetzt zu haben.“